# Разін Геннадій Вікторович
Геннадій Вікторович Разін (3 лютого 1978, м. Харків, СРСР) — український хокеїст, захисник. Виступає за «Трактор» (Челябінськ) у Континентальній хокейній лізі. 
Виступав за «Камлупс Блейзерс» (ЗХЛ), «Фредеріктон Канадієнс» (АХЛ), «Квебек Цітаделлс» (АХЛ), «Амур» (Хабаровськ), «Ак Барс» (Казань), «Нафтохімік» (Нижньокамськ), «Динамо» (Москва), «Трактор» (Челябінськ), «Донбас» (Донецьк).
У складі національної збірної України учасник чемпіонатів світу 2000 і 2004 (8 матчів, 0+2). 
Досягнення
- Чемпіон Росії (2006), срібний призер (2007)
- Володар Кубка європейських чемпіонів (2007)
- Володар Кубка Шпенглера (2008).